# Es Bòrdes
Es Bòrdes település Spanyolországban, Lleida tartományban. Es Bòrdes Arres, Vilamòs, Vielha e Mijaran és Bagnères-de-Luchon községekkel határos. Lakosainak száma 280 fő (2024).

## Népesség
A település népessége az utóbbi években az alábbiak szerint változott:
| Lakosok száma | 9    | 503  | 346  | 502  | 192  | 217  | 238  | 234  | 259  | 280  |
|               | 1717 | 1887 | 1936 | 1960 | 1986 | 2004 | 2009 | 2014 | 2019 | 2024 |